# Erilla turneri
Erilla turneri är en insektsart som beskrevs av William Lucas Distant 1906. Erilla turneri ingår i släktet Erilla och familjen lyktstritar. Inga underarter finns listade i Catalogue of Life.